# Brestovo (okręg pomorawski)
Brestovo (cyr. Брестово) – wieś w Serbii, w okręgu pomorawskim, w gminie Despotovac. W 2011 roku liczyła 334 mieszkańców.